# Asticta alikanga
Asticta alikanga är en fjärilsart som beskrevs av Embrik Strand 1920. Asticta alikanga ingår i släktet Asticta och familjen nattflyn. Inga underarter finns listade i Catalogue of Life.